# Zújar (ort)
Zújar är en ort i Spanien.   Den ligger i provinsen Provincia de Granada och regionen Andalusien, i den södra delen av landet, 300 km söder om huvudstaden Madrid. Zújar ligger 780 meter över havet och antalet invånare är 2 699.
Terrängen runt Zújar är kuperad, och sluttar norrut. Runt Zújar är det ganska glesbefolkat, med 21 invånare per kvadratkilometer. Närmaste större samhälle är Baza, 8,4 km sydost om Zújar. Trakten runt Zújar består till största delen av jordbruksmark.